# Région de Sikasso
La région de Sikasso est la troisième région administrative malienne, et ce, depuis le 7 juin 1960. située au sud du pays. elle s’étend sur 71 790 km2, soit 5,8 % du territoire national, et sa capitale est la ville de Sikasso. En 2023, lors de l'établissement de nouvelles régions, elle passe d'une superficie de 339 263 km2 à son aire actuelle, au profit des régions de Bougouni et de Koutiala.

## Géographie

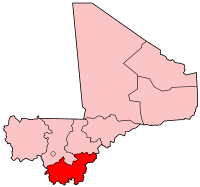
La région de Sikasso au Mali.

Située dans l’extrême sud du Mali, la région de Sikasso est limitée au nord-ouest par la région de Dioïla, au nord-est par la région de Koutiala, à l’est par le Burkina Faso, au sud par la Côte d’Ivoire et à l’ouest par la région de Bougouni.
| Dioïla   | Koutiala | Koutiala      |
| Bougouni | Sikasso  | Hauts-Bassins |
| Denguélé | Savanes  | Cascades      |

Le relief est constitué de collines, de montagnes au sud, et de vallées et de plaines au centre et au nord. Le massif du Kénédougou culmine à 800 m.
La région de Sikasso constitue une partie du bassin versant du Haut Niger. Elle est traversée par de nombreux cours d’eau, affluents du fleuve Niger : le Sankarani au Nord qui collecte les eaux et les déverse dans le Niger en amont de Bamako et le Bani au sud qui rejoint le Niger à Mopti après avoir collecté les eaux du Baoulé, du Bagoé et du Banifing.
Le climat est de type tropical soudanien, subdivisé en deux ensembles climatiques : la zone soudanienne humide et la zone guinéenne. C’est la région la plus humide du Mali et la plus arrosée (700 à 1 500 mm/an). La température moyenne annuelle est de 27 °C.
La couverture végétale va de la savane arborée à la forêt galerie. Dans la région, le gibier est encore abondant (hippotragues, éléphants, guibs harnachés, singes, phacochères, etc.). Ceci explique en partie la forte implantation de la confrérie des chasseurs (Donzo) dans cette région.
La région de Sikasso compte 26 forêts classées couvrant une superficie de 339 263 ha.
Deux réserves de faune (Siankadougou et Niénendougou) sont localisées dans le cercle de Bougouni, ainsi que deux zones d’intérêt cynégétique (Niénendougou et Banzana).

## Histoire
Les Samoghos seraient les premiers habitants de la contrée, suivis des Sénoufos venus de Côte d'Ivoire et de l’ouest du Burkina Faso. Les Dioulas ou Bambaras, troisième vague de peuplement, suivront après la dislocation de l’Empire de Kong des Ouattara vers la fin du XVIIIe siècle.
Le Royaume du Kénédougou est fondé par le Sénoufo Mansa Daoula Traoré qui installe sa capitale dans le hameau de Bougoula. Son fils et successeur, Tiéba Traoré, transfère la capitale à Sikasso, citée fondée au XIXe siècle. Tiéba Traoré, qui régna de 1876 à 1893, fit construire le tata (forteresse défensive autour de la ville) pour protéger la capitale du royaume contre les attaques de Samory Touré, l’empereur de Wassoulou. Grâce au tata, la ville résistera 18 mois au siège de Samory Touré.
À la mort de Tiéba Traoré, son frère et successeur, Babemba Traoré, rompt avec les Français qu'il soupçonne de convoiter son royaume. C'est pourquoi, après avoir soumis le royaume bambara de Ségou, les Français se tournent vers le Kénédougou.
Cette fois, malgré le tata, la ville, assiégée pendant deux semaines et bombardée, tombe le 1er mai 1898. Babemba Traoré se donne la mort plutôt que d’assister à l’entrée des troupes coloniales dans Sikasso.

## Population et démographie
La région compte 2 625 919 habitants en 2009.
La population a été multipliée par près de 1,5 depuis 1998, soit un taux d'accroissement moyen annuel de 3,6 % entre 1998 et 2009. Le cercle de Kadiolo a connu la plus forte augmentation de la population (+83 %) suivi par ceux de Koutiala et Yorosso (+50 %).
Les femmes représentent 50,6 % de la population.
La population est composée essentiellement de Senoufo et Dioulas (Sikasso), de Miniankas (Koutiala), de Peuls (Wassoulou et Ganadougou) et de Samoghos (Kadiolo), etc. Cependant, à cause de ses conditions agricoles favorables, Sikasso reçoit aujourd’hui de nombreuses autres ethnies en provenance d'autres régions du pays (Dogon, Songhaï, etc.).
Les langues parlées, en plus du bambara qui est la langue usuelle, sont le minianka, le senoufo, et le bwa ou le bobo, et lefrançais (langue officielle).

## Transport et économie
La région est desservie par l’Aéroport international de Sikasso Dignagan. Le réseau routier principal permet la liaison Bamako-Bougouni-Sikasso et Bla-Koutiala-Sikasso et la frontière ivoirienne.

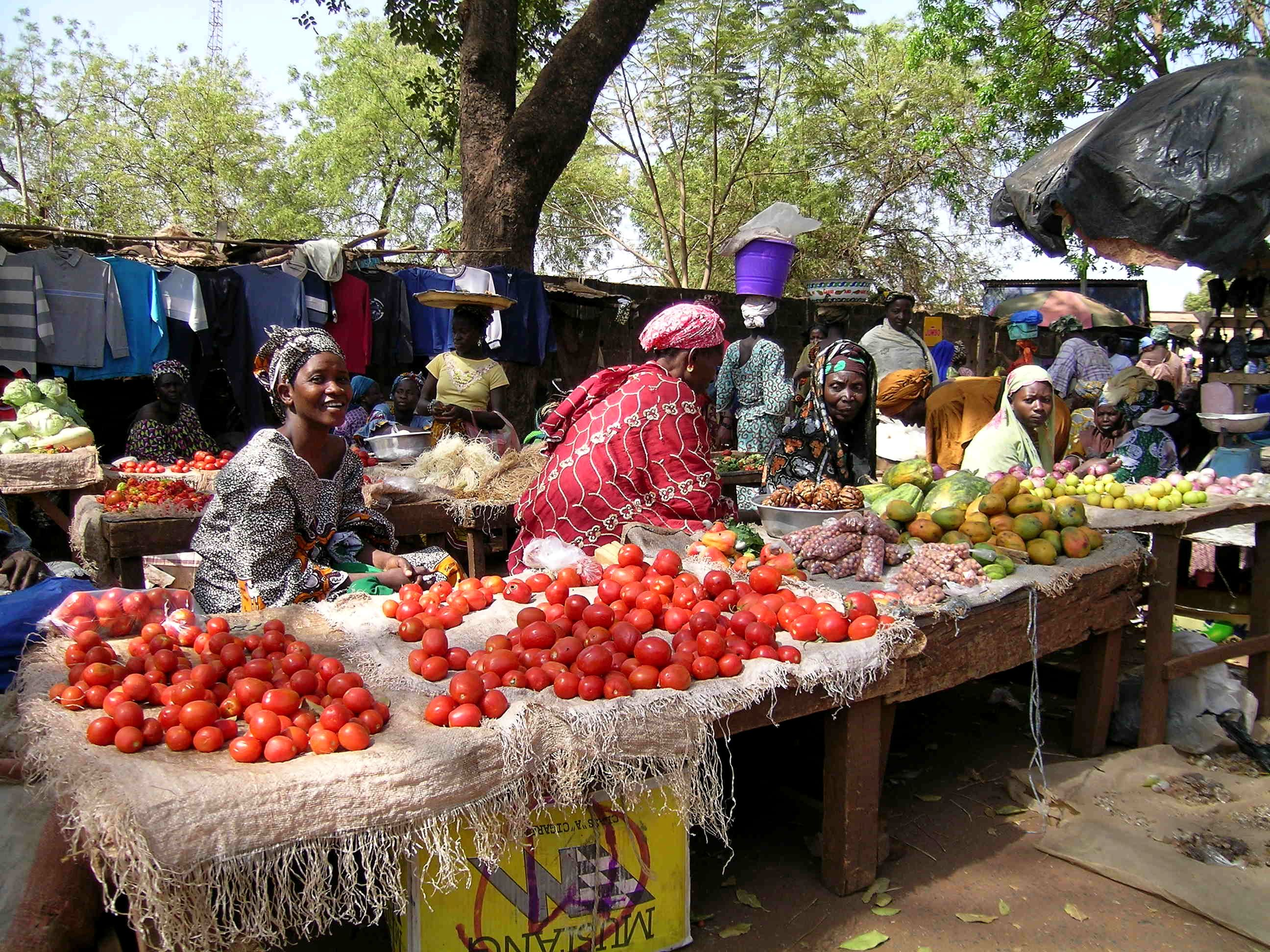
Marché de Sikasso.

La clémence du climat et la fertilité des sols font de la région « le grenier » du Mali. Les productions agricoles sont en effet importantes : céréales et fruits (notamment les mangues). La culture du coton (1er produit d’exportation du pays) est particulièrement développée (deux tiers de la production malienne). La culture du thé a été développé dernièrement.
Le sous-sol est riche en minerais (lithium, or (mines de Morila, Kalana, Siama), aluminium, nickel, diamant).
La région de Sikasso est la deuxième région industrielle du Mali, après Bamako.
Située au carrefour des pays côtiers, notamment de la Côte d’Ivoire et des pays enclavés (Mali et Burkina Faso), la région a profité des transferts de marchandises mais a subi les contrecoups de la guerre civile de Côte d'Ivoire.

## Culture
Dans ce « pays des Sénoufos », le balafon est l’instrument traditionnel, présent dans toutes les fêtes et cérémonies. Néba Solo (de son vrai nom Souleymane Traoré) est un grand balafoniste de la région. Chaque année, le festival Triangle du balafon a lieu à Sikasso. D'autres artistes comme Oumou Sangaré (musique du Wassoulou) ou encore la diva de Banimonotié Nahawa Doumbia contribuent à la culture malienne.
Il existe plusieurs événements dans la région de Sikasso, qui ont un caractère rituel ou populaire. Les plus importants sont :
- Souprechon : Cérémonies funéraires rituelles et sacrées en milieu minianka de Koutiala et de Yorosso (mars, avril, mai).
- Kumpédon : Danse des masques (10 masques), le but est de renforcer l’union et l’entente entre les membres de la confrérie. il se déroule entre mars et avril à Koury (yorosso).
- Nya : Fête de remerciement de Nya (fétiche) pour la bonne récolte et prière pour un bon hivernage prochain (variable).
- Fête des masques : Fête des masques du do, à l’occasion des funérailles d’un chef coutumier ou pour demander à Dieu une pluie abondante (Boura cercle de Yorosso, mai –juin).
- Festival triangle du balafon, avec comme participant le Burkina Faso, la Côte d'Ivoire, la Guinée et le Mali. Il se déroule le premier weekend du mois de novembre à Sikasso.

La phase tournante sera décidée en 2011 entre les différents pays après une évaluation.
- Festival danse et musique traditionnelle de Koumantou en avril.

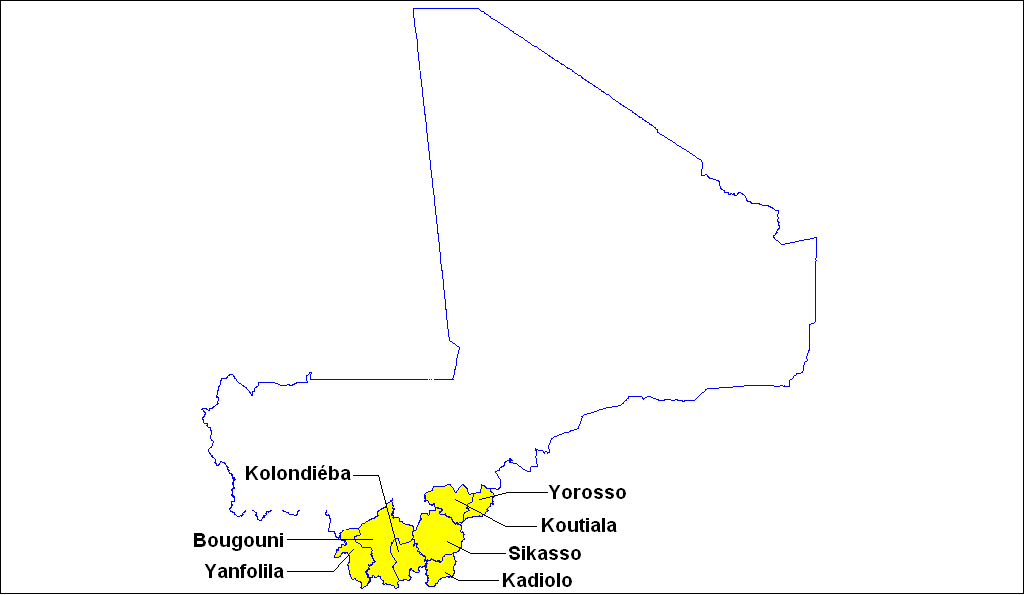
Les cercles de la région de Sikasso.

## Subdivisions administratives
La région de Sikasso est divisée en 5 cercles : (Kadiolo, Kolondiéba, Sikasso, Yanfolila et Yorosso) regroupant 147 communes (1 communes urbaines (Sikasso) et 144 communes rurales). La région de Sikasso compte également 1831 villages.
Depuis 2023, la région est composée de 8 cercles, divisés en 21 arrondissements, 53 communes, 667 villages, fractions et quartiers VFQ. Le code à deux chiffres attribué à la région est le 03 (loi 2023-007), les cercles sont codifiés selon l'ordre chronologique par la loi 2023-002 du 13 mars 2023.
| Code | Cercles              | Arrondissements | Communes |
| ---- | -------------------- | --------------- | -------- |
| 0301 | Cercle de Sikasso    | 2               | 16       |
| 0302 | Cercle de Kadiolo    | 4               | 6        |
| 0303 | Cercle de Dandérésso | 2               | 2        |
| 0304 | Cercle de Kignan     | 3               | 9        |
| 0305 | Cercle de Kléla      | 3               | 4        |
| 0306 | Cercle de Lobougoula | 2               | 2        |
| 0307 | Cercle de Loulouni   | 2               | 3        |
| 0308 | Cercle de Niéma      | 3               | 11       |

## Sites et monuments remarquables
- Le Mamelon : Situé au centre de Sikasso. À l’époque du royaume du Kénédougou, le roi Tiéba fit construire sur cette colline d’environ 30 m de haut, une maison à étage où il recevait ses hôtes de marque. Un grenier souterrain, visible au sommet, servait de poudrière. Après la prise de Sikasso, c’est sur cette colline que l’occupant français a planté son drapeau.
- Le tata de Sikasso : Muraille en terre battue construite vers le XVIIIe siècle par Tièba et Babemba pour défendre la ville contre les agresseurs. La toute dernière enceinte avait un périmètre de 9,5 km, une épaisseur de 6 m à la base, 2 m au sommet, d’une hauteur variant de 4 à 6 m et comptait 5 grandes portes verrouillées.
- Les grottes de Missirikoro : Ce rocher d’environ 80 m de hauteur et situé à 12 km de Sikasso (au sud-ouest), joue un rôle important dans la vie des populations en tant que lieu de culte et de recueillement :
  - le bloc situé sur le flanc Est sert de lieu de culte aux animistes ;
  - le bloc situé sur le flanc sud-ouest est réservé aux musulmans (prière et recueillement des marabouts) ;
  - le bloc ou vestibule, situé en haut, servait de réfectoire et de refuge aux populations en cas de guerre.
- Les chutes de Farako : à 28 km de Sikasso, les chutes de Farako se présentent en escaliers dont les deux dernières marches sont les plus importantes. La dernière chute tombe d’une hauteur d’environ 2,5 m. Sur le lit gréseux, il y a eu formation de patines protectrices et de marmites souvent profondes. La chute est surtout impressionnante en saison des pluies (mois d’août).
- La ferme de thé de Farako : à 25 km de Sikasso sur la route de Bobo Dioulasso, la ferme de thé couvre une superficie de 102 hectares. Créée en 1966, elle produit en moyenne de 100 à 150 tonnes par an et met sur le marché des variétés de thé.
- Le palais de Keletigui Kourouma Berthé : ancien chef de guerre de Mansa Daoula Traoré, Keletigui Kourouma Berthé fut le Commandant en chef des forces armées des rois Tiéba et Babemba Traoré. Le Palais est construit dans le style architectural soudanais.
- Les chutes de Woroni : à 65 km de Sikasso, les chutes de Woroni (deux ensembles) constituent l’une des plus importantes et intéressantes du Mali. Les eaux tombent d’une hauteur de 15 à 20 m, coulent sur un lit de rochers et forment des bassins comme une piscine au pied des rochers.
- Les portes du Soudan : une chaîne de collines partant de Kebeni en passant par Sieou et Woroni viennent former à Kodondougou les portes du Soudan. Ce sont deux blocs de rochers encadrant la route Sikasso - Bouaké en forme de porte. Le colonisateur a baptisé ce passage « Portes du Soudan » car il marque la fin de la forêt et le début de la savane.
- La mosquée naturelle en pierre de Fakocourou : Une chaîne de collines au niveau du village de Kebeni prend le nom de Fakocourou (la colline de Fako). En plus de la mosquée réservée aux marabouts, se dressent (au sommet de la colline) des blocs de roches illustrant des formes humaines.
- Les cascades de Kaniko : situées à 12 km de Koutiala, les cascades brassent d’importantes quantités d’eau de pluie.
- Le Fama de Diran : Un rocher blanc d’une dizaine de mètres de haut dont le sommet rappelle un homme, une femme et un enfant.